# Agnéby (Fluss)
Der Agnéby ist ein Fluss in der Elfenbeinküste.

## Verlauf
Der Fluss hat seine Quellen im Distrikt Lacs, im Norden der Region Moronou und verläuft relativ geradlinig Richtung Süd-Südost. Der Agnéby mündet nahe Dabou in die Ébrié-Lagune.

## Hydrometrie
Die Durchflussmenge des Agnéby wurde an der hydrologischen Station Aux Bambous bei dem größten Teil des Einzugsgebietes, über die Jahre 1955 bis 1958 gemittelt, gemessen (in m³/s).